# العائلة والناس (مسلسل)
العائلة والناس هو مسلسل مصري تم انتاجه عام 2000م. المسلسل يحكي عن حياة أسرة المحامية رجاء وعلاقتهم برجل الأعمال الشهير أدهم أبو المجد.

## طاقم التمثيل
- فردوس عبد الحميد في دور رجاء العشري
- يوسف شعبان في دور ادهم أبو المجد وادهم علوي
- كمال الشناوي في دور الباشا
- عزت أبو عوف في دور عاصم أبو المجد
- نهال عنبر في دور سميحة أبو المجد
- سعاد حسين في دور رشيدة أبو المجد
- سيد عبد الكريم في دور شهدي أبو المجد
- غادة عبد الرازق في دور تي تي أبو المجد
- محمد الشقنقيري في دور طارق علوي
- محمد عبد الحافظ في دور شريف علوي
- هدى هاني في دور منى علوي
- كارولين خليل في دور نهلة حسين
- جمال إسماعيل في دور حسين أبو نهلة
- ريهام عبد الغفور في دور شيرين
- خالد سرحان في دور حسام
- حسام فارس في دور جمال
- زينب إسماعيل في دور أحلام
- لقاء سويدان في دور ماغي صادق فوزان